# Feminismo na China
Feminismo na China refere-se à coleção de movimentos históricos e ideologias que visam redefinir o papel e o status das mulheres na China. O feminismo na China começou no século XX, em paralelo com a Revolução Chinesa. O feminismo na China moderna está intimamente ligado ao socialismo e às questões de classe. Alguns comentaristas acreditam que essa associação estreita é prejudicial ao feminismo chinês e argumentam que os interesses do partido são colocados antes dos interesses das mulheres.
De acordo com o Índice de Diferença de Gênero de 2020 do Fórum Econômico Mundial, a China está classificada em 106º lugar na disparidade de gênero.

## Etimologia

### Traduzindo o feminismo na década de 1990
Em 1989, sete acadêmicos chineses formaram a Chinese Scholars for Women's Studies (CSWS), uma rede feminista que tinha como objetivo promover as mulheres chinesas e os estudos de gênero. Em 1994 e 1997, a rede traduziu duas publicações de teoria feminista ocidental para o chinês e, assim, forneceu à comunidade acadêmica chinesa as primeiras traduções revisadas por pares do conceito de feminismo. Em sua colaboração de 1994, o feminismo foi traduzido como Nü Xing Zhu Yi. Em 1997, quando a maioria dos membros do CSWS começou a usar e-mails, a rede teve um amplo debate online sobre se o feminismo não deveria ser traduzido como Nü Xing Zhu Yi, mas como Nü Quan Zhu Yi.

## História

### Antes de 1900
A grande mudança no status das mulheres na China antes de 1900 ocorreu na Dinastia Han. Na sociedade matrilinear inicial, as mulheres chinesas tinham um status social completamente diferente daquele após a Dinastia Han, e podiam manter seus sobrenomes e até mesmo passá-los para seus filhos. Da Dinastia Han à Dinastia Qing, as mulheres chinesas sob o sistema patriarcal foram severamente oprimidas devido à profunda influência do confucionismo e da piedade filial. Nesse período, surgiram literaturas sobre as mulheres na China, como "Mãe de Mêncio", "Os Analectos das Mulheres", etc., explicando para as mulheres da época como ser éticas e popularizando a melhor forma de servir os pais, maridos e filhos. Antes do século XX, as mulheres na China eram consideradas essencialmente diferentes dos homens. Apesar da associação das mulheres ao yin e dos homens ao yang, duas qualidades consideradas igualmente importantes pelo taoísmo, acreditava-se que as mulheres ocupavam uma posição inferior aos homens na ordem hierárquica do universo. O I Ching afirmou que "Grande Retidão é demonstrada no fato de o homem e a mulher ocuparem seus lugares corretos; as posições relativas do Céu e da Terra." As mulheres deviam ser submissas e obedientes aos homens, e normalmente não tinham permissão para participar em instituições governamentais, militares ou comunitárias. Embora houvesse exceções elogiadas na história e na literatura chinesa, como o general da dinastia Song Liang Hongyu e a lendária mulher guerreira Hua Mulan, essas foram consideradas sinais da terrível situação da China na época. Antes do século XX, acreditava-se que essas mulheres excepcionais haviam lutado para defender a ordem e a sociedade patriarcais tradicionais da China, não para mudá-la.

### Século XX
No final dos séculos XIX e XX, a China passou por crises militares e políticas no âmbito doméstico e no exterior. As Guerras do Ópio de 1839-42 e 1856-60 forçaram a China a abrir o comércio com outros países, o que trouxe ideologias estrangeiras para dentro do país. Um grande número de conflitos políticos forçou homens e mulheres educados no exílio a iniciar movimentos revolucionários. Eles começaram a se manifestar contra essas condições no final do século XIX e no início do século XX, mas com poucos resultados. Antes disso, pensadores chineses influentes, como Liang Qichao e outros, exigiam a libertação das mulheres, uma melhor aceitação da educação feminina e a participação das mulheres na construção do país. Na perspectiva de mudar o destino de um país, Liang Qichao afirmou que a educação das mulheres e a libertação das mulheres são necessárias e essenciais para a saúde do país. Foi também durante esses primeiros anos do feminismo na China que o movimento da Nova Mulher surgiu em seu estágio inicial, promovendo ideias de educação para as mulheres, igualdade de gênero e liberdade de práticas confucionistas restritivas. No século XX, as escritoras também expressaram o feminismo por meio da escrita literária. A situação só começou a mudar como resultado da Revolução Xinhai em 1911. No curso desta revolta generalizada contra a dinastia Qing governante, várias unidades rebeldes femininas foram levantadas, como o Exército Revolucionário Feminino de Wu Shuqing  Exército Feminino de Zhejiang de Yin Weijun e Lin Zongxue, Brigada de Expedição Feminina do Norte de Tang Qunying  e muitos outros. Todas essas unidades foram dissolvidas pelo Governo Provisório da República da China em 26 de fevereiro de 1912, principalmente por razões chauvinistas. No entanto, o fato de que elas tinham lutado ao lado dos homens incentivou muitas das mulheres que tinham tomado parte nas milícias de mulheres para se tornar politicamente ativas, esforçando-se para a mudança. Em 1942, Ding Ling usou o Dia Internacional da Mulher para apontar as atitudes e comportamentos hipócritas dos comunistas masculinos e resolver a pressão especial sobre as revolucionárias. Ela afirmou que o casamento ainda promovia o controle do marido sobre a esposa. No entanto, como a pressão do casamento se torna insuportável, as mulheres acabarão se casando de qualquer maneira.
Como resultado da aprovação do governo após a Revolução Comunista, grupos de direitos das mulheres tornaram-se cada vez mais ativos na China.
No início dos anos 1970 e continuando nos anos 1980, entretanto, muitas feministas chinesas começaram a argumentar que o governo comunista estava "consistentemente disposto a tratar a libertação das mulheres como algo a ser alcançado mais tarde, depois que as desigualdades de classe tivessem sido resolvidas". Algumas feministas afirmam que parte do problema é uma tendência por parte do governo de interpretar "igualdade" como mesmice e, então, tratar as mulheres de acordo com um padrão não examinado de normalidade masculina.

### Século XXI

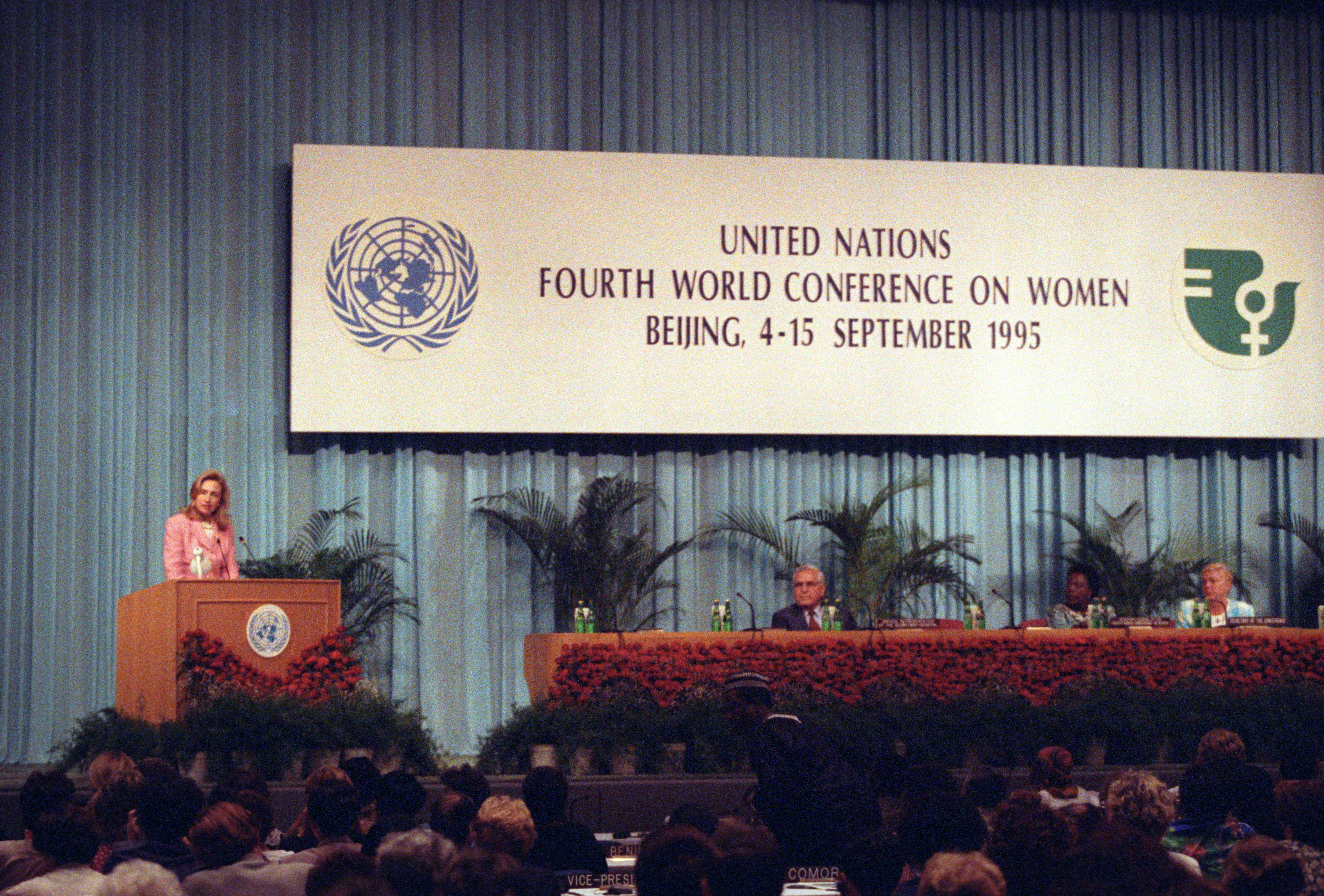
Hillary Clinton discursa na Quarta Conferência das Nações Unidas sobre Mulheres no Centro Internacional de Conferências de Pequim em Pequim, China

Em 1995, a Quarta Conferência Mundial sobre a Mulher foi realizada em Pequim. Esta foi a primeira conferência das Nações Unidas realizada na China. Em uma demonstração de hospitalidade, o então secretário-geral do Partido Comunista Chinês (PCC), Jiang Zemin, anunciou na cerimônia de abertura que "a igualdade entre homens e mulheres é uma política nacional básica". A frase tornou-se a pedra angular de todos os diretórios de políticas de gênero e desenvolvimento das mulheres pós-1995, publicados pelo Conselho de Estado da China e pela Federação das Mulheres. Junto com a Conferência, um fórum paralelo de painel de ONGs foi realizado no distrito de Huairou, em Pequim. O conceito de Organização Não Governamental (ONG) foi então introduzido na China, dando origem a muitas alianças feministas na China do século XXI, como o Beijing Zhongze Legal Consulting Service Center, liderado por Guo Jianmei, o Henan Shequ Educational Research Center e o Anti-Domestic Violence Network, que liderou a campanha de 20 anos de promulgação de leis contra a violência doméstica. A Conferência de 1995 também levou o PCC a reformar as estruturas governamentais relevantes, responsáveis pelo desenvolvimento de gênero na China. O Comitê Nacional de Trabalho sobre Crianças e Mulheres foi estabelecido em antecipação à Conferência em 1993. A Federação das Mulheres, que era tecnicamente uma Organização do Povo antes de 1995, foi pronunciada oralmente pelo governo de Pequim na Conferência como uma Organização Não Governamental. A Conferência da ONU de 1995 também introduziu conceitos como integração de gênero e violência doméstica na China.
Em 2001, a China alterou a lei de casamento, de modo que o abuso foi considerado motivo para o divórcio.
Em 2005, a China acrescentou novas disposições à Lei de Proteção aos Direitos da Mulher para incluir o assédio sexual. Em 2006, o "Suplemento de Xangai" foi elaborado para ajudar a definir melhor o assédio sexual.
Em 2013, a primeira mulher a abrir um processo por discriminação de gênero na China, uma jovem de 23 anos que usava o pseudônimo de Cao Ju, ganhou um pequeno acordo de 30.000 yuans e um pedido oficial de desculpas da Juren Academy.
Em 2015, a China promulgou sua primeira lei nacional proibindo a violência doméstica, embora tenha excluído casais do mesmo sexo da lei e não tenha abordado a violência sexual. A lei também definiu a violência doméstica pela primeira vez. A violência doméstica se tornou um assunto de debate público na China em 2011, quando Kim Lee postou fotos de seu rosto machucado nas redes sociais chinesas e acusou seu marido Li Yang de violência doméstica. Mais tarde, ela declarou no New York Times que a polícia chinesa havia lhe dito que nenhum crime havia acontecido. Li admitiu ter batido nela, mas criticou-a por discutir assuntos privados em público.

## Amarração dos pés
A amarração dos pés na história chinesa foi inicialmente uma marca de hierarquia e privilégio na sociedade. No entanto, logo se tornou um símbolo de sexismo na mente de muitas pessoas e durou mais de cem anos. Ter um pé amarrado significava parecer mais bonita, pois os homens achavam que pés menores eram mais bonitos e delicados para uma mulher. Esperava-se que as mulheres chinesas no século XIX mantivessem sua aparência, pois não tinham muitos outros direitos. No entanto, estudiosos da religião e da sociedade chinesa observam que as mulheres geralmente nunca se sentiram como se estivessem sendo vitimadas por serem forçadas a ter os pés amarrados, mas que se rebelaram silenciosamente contra essa norma social por meio de uma atitude. As primeiras feministas chinesas do século XIX contornariam as regras que se restringiam a elas, mas não de uma forma óbvia que as colocaria em apuros.
Era visto como um privilégio ter os pés amarrados porque muitas mulheres em famílias rurais que eram de classe baixa não se casaram com hipergamia antes de 1949 e, portanto, geralmente não encontraram nenhum benefício em participar da amarração dos pés. O enfaixamento de pés apontava as diferenças físicas entre homens e mulheres e, portanto, incentivava a sociedade patriarcal. Na sociedade chinesa daquela época, os pais assustavam suas filhas desde muito jovens, dizendo-lhes que elas tinham que se casar e ter os pés amarrados para serem felizes na vida. Durante a era do quarto de maio, as feministas chinesas começaram a rejeitar a amarração dos pés como um ideal feudal, visto que a viam como uma grande desigualdade para as mulheres no novo sistema social moderno dos anos 1900. Irene Dean, uma estudiosa do feminismo chinês, observou que o Movimento da Nova Cultura realmente mudou as atitudes das mulheres para tons mais liberais. A castidade feminina era imposta por meio do conceito de enfaixamento dos pés e da maneira da mulher respeitar o marido e os homens no poder acima dela. Ter os pés amarrados significava ser fisicamente contida e controlada por uma sociedade dominada pelos homens, e as mulheres durante esse tempo queriam se sentir mais livres e independentes.
Em 1949, o Partido Comunista da China proibiu oficialmente a prática de amarrar os pés e aplicou estritamente a proibição. Apesar da proibição, algumas pessoas na China continuaram a prática em segredo, embora o Partido tenha imposto a proibição sob ameaça de execução.

## Movimentos e organizações feministas na China
Inesperadamente, a maioria das primeiras reformas para as mulheres chinesas foi conduzida por homens. Por exemplo, o Movimento de Quatro de Maio de 1919 foi o primeiro movimento cultural impactante da China moderna, que educou a China sobre a importância do papel da mulher na sociedade. Este movimento promoveu o sufrágio feminino, denunciou a amarração dos pés e destacou a desumanidade dos casamentos arranjados e a baixa qualidade da educação das mulheres.

## Detenção das Feminist Five
The Feminist Five é um grupo de cinco jovens feministas chinesas que planejou uma manifestação contra o assédio sexual no transporte público. Elas se tornaram conhecidas depois que o governo chinês prendeu-as por esta manifestação.

## Problemas
- Política de filho único
- Prostituição na China